# Pałucki Szlak Rowerowy
Pałucki Szlak Rowerowy (także: Szlak Czterech Gmin) – 75-kilometrowy, niebieski szlak rowerowy wyznakowany z inicjatywy Pałuckiej Fundacji Ekologicznej ze Żnina w 2000. Znakowaniem zajmowali się członkowie pałuckiego oddziału PTTK w Żninie.

## Cel
Szlak ma za zadanie zapoznać turystę rowerowego z atrakcjami kulturowymi i przyrodniczymi Pałuk, prowadząc przez najbardziej malownicze i cenne historycznie tereny gmin: Żnin, Gąsawa, Rogowo i Janowiec Wielkopolski. Na przejechanie całości przeznaczyć należy dwa dni.

## Obiekty
Najważniejsze obiekty na trasie:
- Żnin – stare miasto,
- Żnin Wąskotorowy – centralna stacja Żnińskiej Kolei Powiatowej,
- zespół pałacowo-parkowy w Słębowie,
- eklektyczny pałac w Cerekwicy,
- kościół św. Mikołaja z przełomu XIII i XIV wieku w Cerekwicy,
- drewniany kościół św. Trójcy w Świątkowie,
- rynek w Janowcu Wielkopolskim i kościół św. Mikołaja z 1840,
- neogotycki kościół św. Jana Chrzciciela w Kołdrąbiu,
- dąb Chrobry i pozostałości wiatraka z 1937 w Reczu,
- kościół św. Doroty w Rogowie (1831),
- XVIII-wieczny pałac w Grochowiskach Szlacheckich,
- Marcinkowo Górne – pomnik Leszka Białego i barokowy dwór z XVIII wieku,
- dworzec kolei wąskotorowej w Gąsawie,
- rynek w Gąsawie,
- drewniany kościół św. Mikołaja w Gąsawie,
- rezerwat archeologiczny w Biskupinie,
- Muzeum Kolei Wąskotorowej w Wenecji,
- Zamek w Wenecji,
- jezioro Żnińskie Małe.

## Galeria

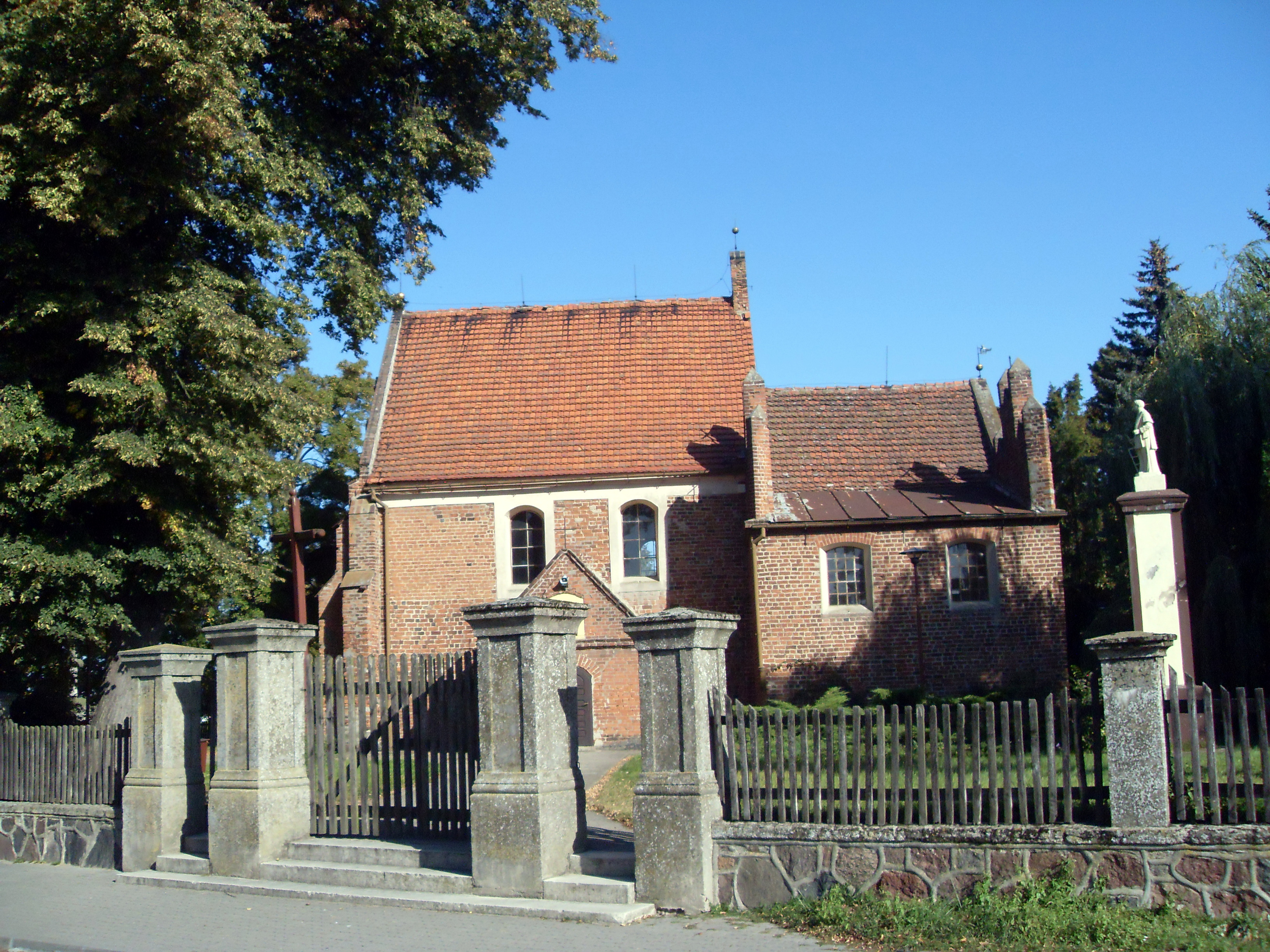
Cerekwica, kościół
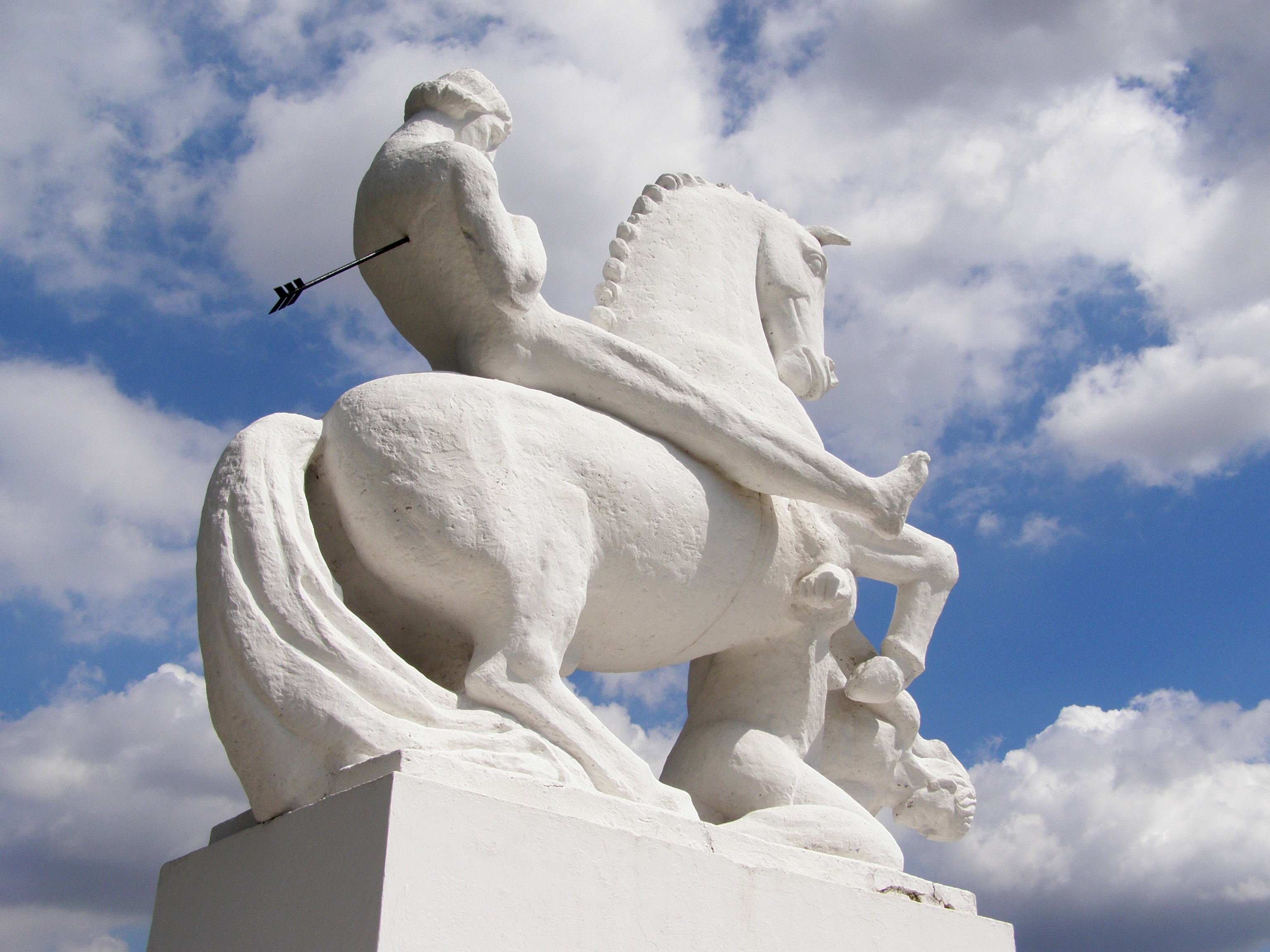
Marcinkowo Górne, pomnik
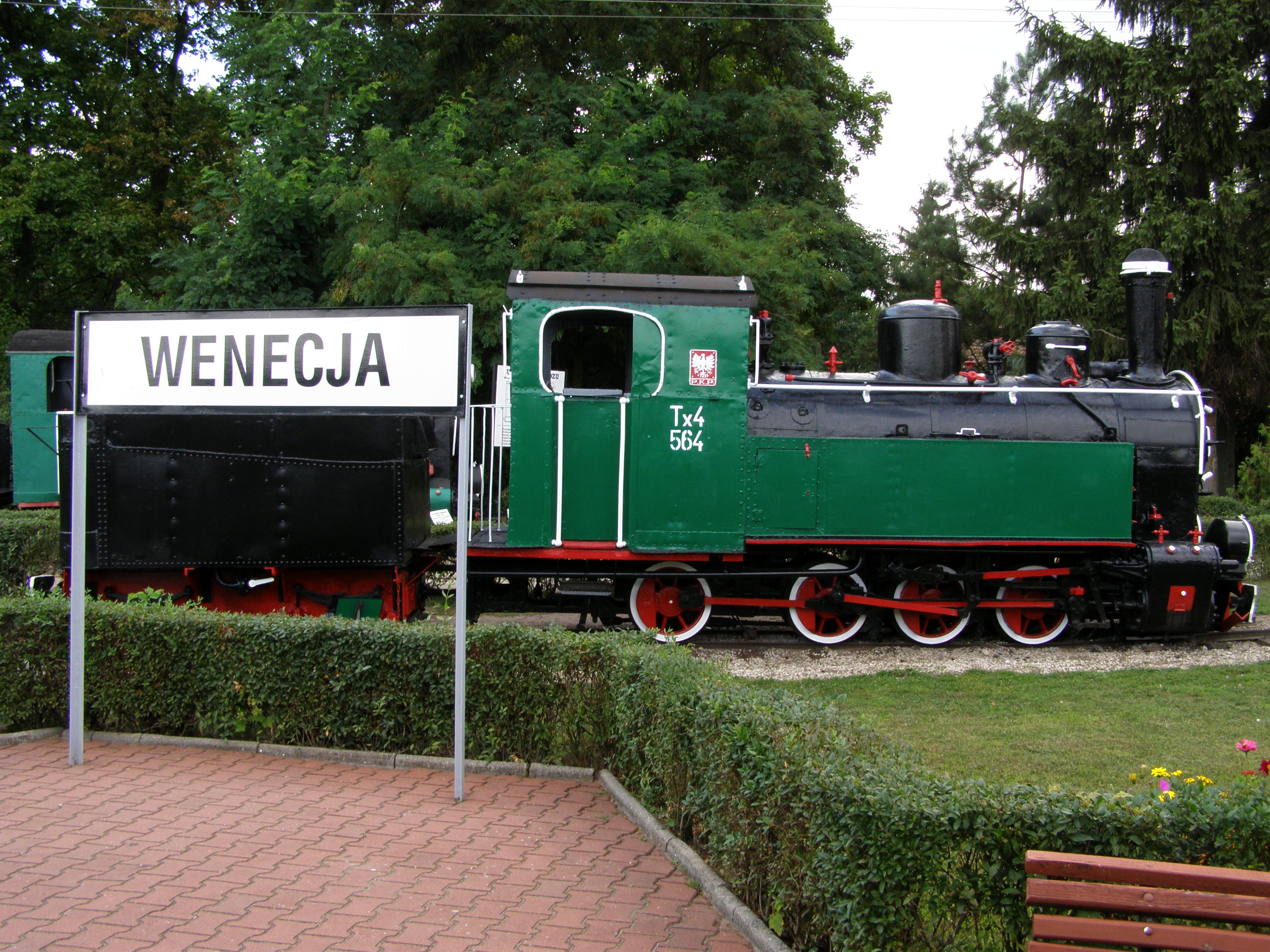
Wąskotorówka
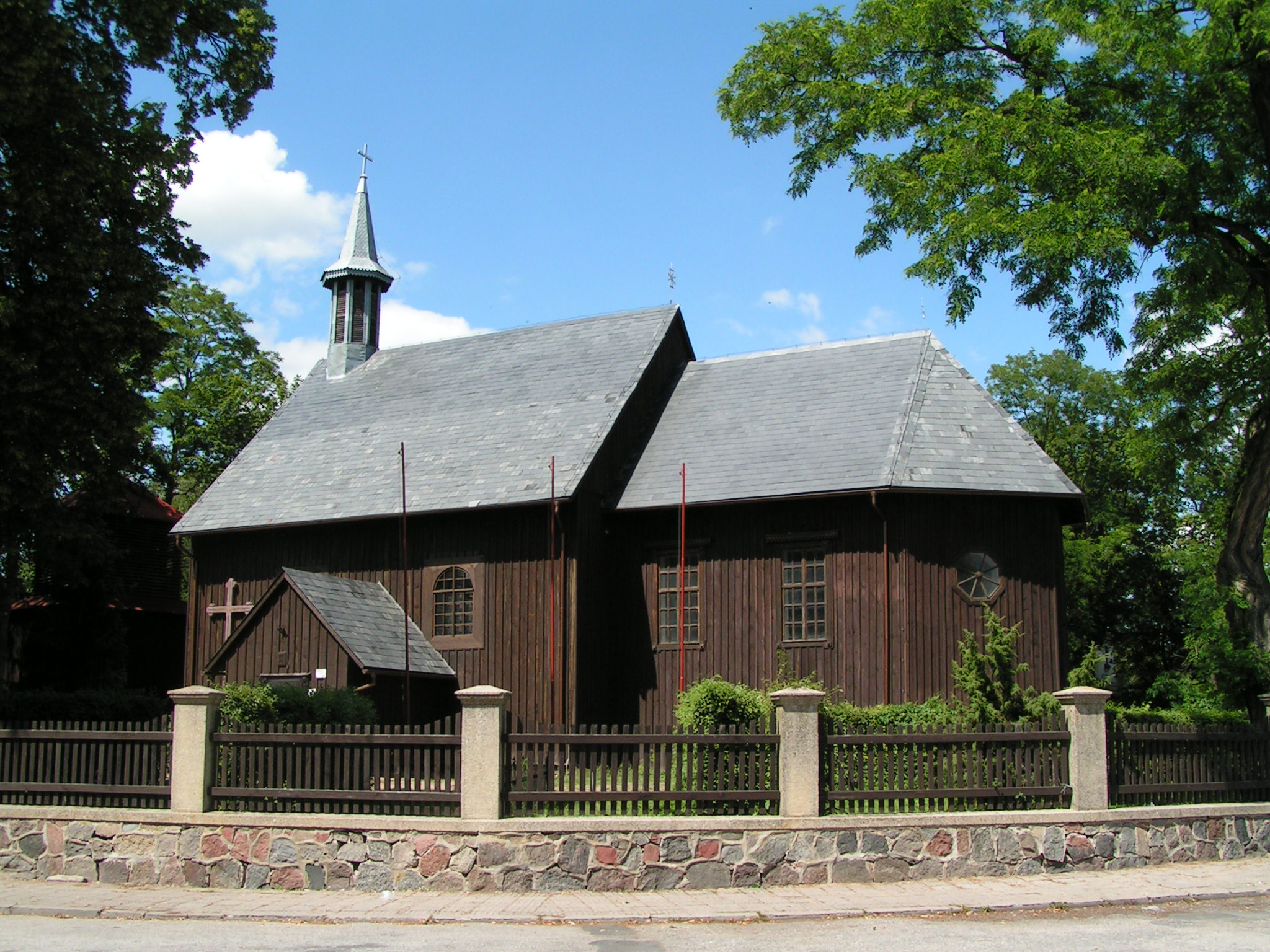
Gąsawa, kościół
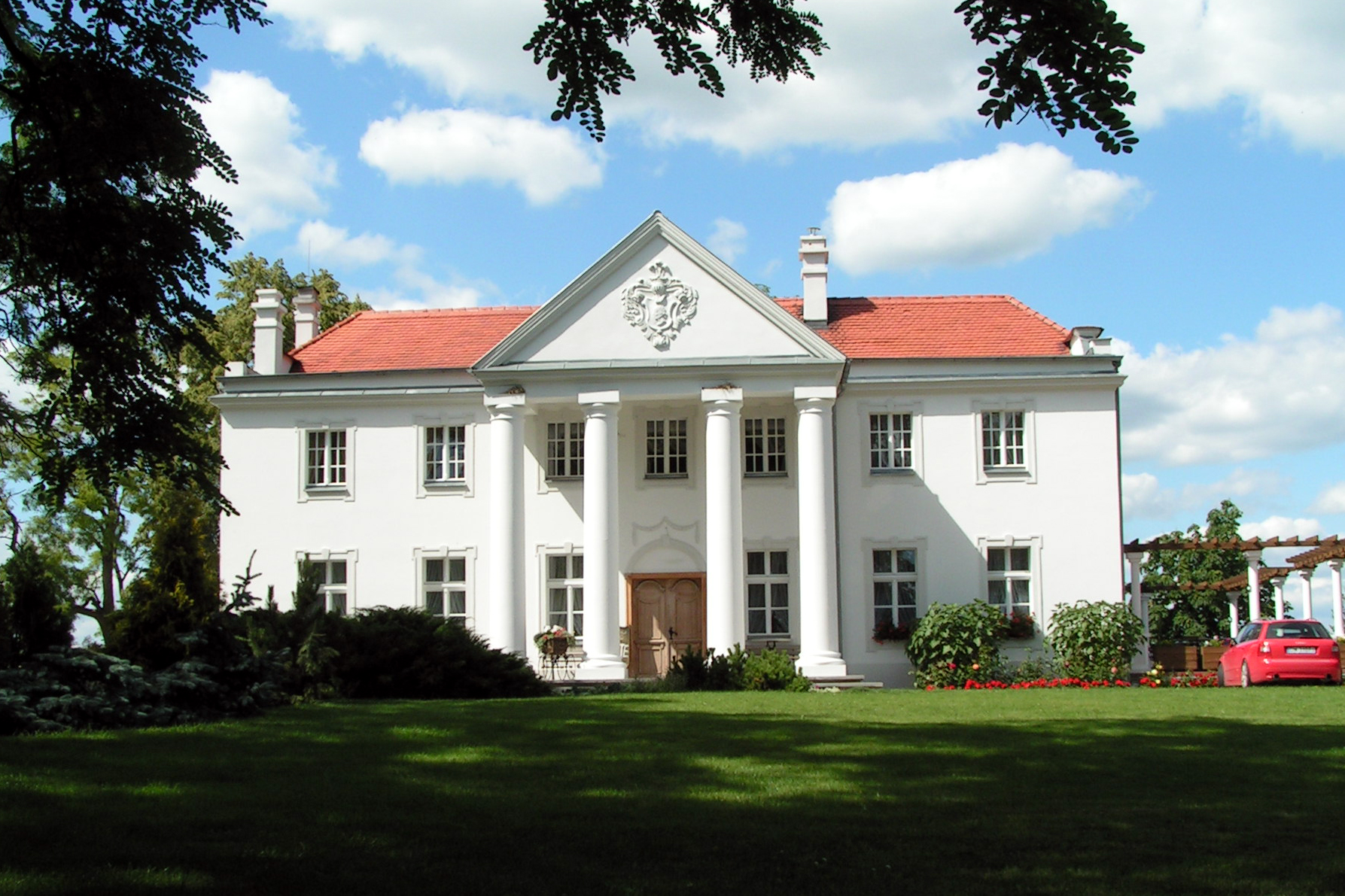
Grochowiska Szlacheckie, pałac